# Scholastique Picou Breaux
Pour les articles homonymes, voir Breaux.
Scholastique Picou Breaux, née Scholastique Mélanie Picou, le 25 juillet 1796 en Louisiane, d'origine cajun, est la fondatrice de la ville de Breaux Bridge située au cœur de la région de l'Acadiane.
Scholastique Picou était une descendante d'Acadiens chassés d'Acadie lors de la déportation des Acadiens. Elle se maria jeune avec Agricole Breaux, un Acadien louisianais, fils de Firmin Breaux propriétaire du domaine de Breaux situé de part et d'autre du bayou Teche. 
Son beau-père avait, de son temps, installé une passerelle sur le bayou Teche. En 1799, son fils, Agricole Breaux fait construire un pont carrossable. En 1828, elle devient veuve avec cinq enfants. Elle se lance alors dans la réalisation d'un plan d'aménagement du hameau du pont de Breaux, en traçant un plan urbain, dénommé "Plan de la ville du Pont de Breaux" avec rues et terrains pour une école et une église. 
Dès 1829, elle parcellise le domaine de son défunt mari et vend les lots à de nombreux cajuns en quête de maison pour s'installer. Grâce à son énergie consacré à cette communauté villageoise naissante, Pont de Breaux est officiellement déclaré ville le 5 août 1829 par les autorités de la Louisiane. 
Scholastique se remariera plus tard est aura encore deux enfants supplémentaires.
C'est une de ses descendantes, Celia Guilbeau Soper, qui réalisa une statue de son arrière-grand-mère qui se dresse dans le parc de la ville de Breaux Bridge.